# Epler-Gletscher
Der Epler-Gletscher ist ein etwa 16 km langer Gletscher in der antarktischen Ross Dependency. Er fließt von den Westhängen des Nilsen-Plateaus im Königin-Maud-Gebirge zum Amundsen-Gletscher, den er unmittelbar südlich der Olsen Crags erreicht.
Der United States Geological Survey kartierte den Gletscher anhand eigener Vermessungen und Luftaufnahmen der United States Navy aus den Jahren von 1960 bis 1964. Das Advisory Committee on Antarctic Names benannte ihn 1967 nach Charles F. Epler, Lagerverwalter der Flugstaffel VX-6 der United States Navy bei der Operation Deep Freeze der Jahre 1966 und 1967.